# لا كوليا
بلدية لا كوليا (بالإسبانية: La Colilla) هي بلدية تقع في مقاطعة آبلة التابعة لمنطقة قشتالة وليون وسط إسبانيا.

## الديموغرافيا
يبلغ عدد سكان بلدية لا كوليا 345 نسمة عام 2011 (وفقاً للمعهد الوطني للإحصاء الإسباني).
| 196 | 208 | 223 | 273 | 287 | 325 | 345 |